# Benjamin Limo
Benjamin Limo (* 23. srpna 1974 Eldoret) je bývalý keňský atlet, běžec, mistr světa v běhu na 5000 metrů.

## Sportovní kariéra
S běžeckým tréninkem začal teprve v 25 letech v roce 1997. O dva roky později už získal stříbrnou medaili v běhu na 5000 metrů na mistrovství světa v Seville. Mistrem světa v této disciplíně se stal na šampionátu v Helsinkách v roce 2005. Úspěšný byl rovněž na šampionátech v krosu, kde získal celkem osm medailí (v soutěži jednotlivců i družstev).

## Osobní rekordy
- 5000 metrů – 12:54,99 (2003)
- 10 000 metrů – 27:42,43 (2004)